# Yamina Benguigui
Yamina Benguigui (Lilla, 9 d'abril de 1955) és una cineasta francesa i política d'ascendència algeriana. És coneguda per les seves pel·lícules sobre temes de gènere en la comunitat d'immigrants del nord d'Àfrica (tant amazics com àrabs) a França. A través de les seves pel·lícules, Benguigui dona veu a la població magrebina a França.

## Vida
Els pares de Benguigui eren algerians i van emigrar a França des d'Algèria a principis de la dècada de 1950. Mai va descobrir per què els seus pares van decidir abandonar Algèria, dient que el tema es considerava tabú. Nascuda en Lilla, Benguigui era la major de sis germans i va passar la seva infància en el nord de França. Descrivint-se a si mateixa com una nena tranquil·la que va créixer en la tradició islàmica, Benguigui tenia només 13 anys quan va decidir convertir-se en cineasta.
El seu pare era un líder polític al Moviment Nacional d'Algèria, i va ser empresonat a França durant tres anys com pres polític ( ha declarat que va ser empresonat en dues ocasions separades, i que tota la seva família va estar baix arrest domiciliari).Pel fet que no la va secundar en la seva professió triada, Benguigui va trencar el contacte amb ell fins de 2001. Després de deixar a la família, la seva mare també es va divorciar del seu pare. Yamina Benguigui es va casar amb un pied-noir jueu i té dues filles.

## Carrera
Després de cursar batxillerat va ser a estudiar a l'escola de cinema, Benguigui va col·laborar després amb el director francès Jean-Daniel Pollet. Més tard, va fundar "Bandit Productions" amb el director Rachid Bouchareb. Si bé el seu treball va consistir en un llargmetratge i curtmetratges, Benguigui és molt coneguda pels seus documentals, que van ser realitzats principalment en els anys 90. Usa les seves pel·lícules com a eina per a construir ponts entre la majoria dels grups minoritaris i els francesos, en treure a la llum problemes socials com els desafiaments als quals s'enfronten els immigrants. No obstant això, és important tenir en compte que Benguigui no va representar a totes les veus i, a través de les seves pel·lícules i les entrevistes, va ignorar unes certes veus que no donaven suport al missatge que enviaven les seves pel·lícules.
Benguigui va realitzar en 1994 el documental Femmes d'Islam que va ser transmès a France 2, però posteriorment va decidir que preferia analitzar l'experiència dels immigrants a França en lloc de la vida a Algèria.
El seu següent documental, Mémoires d'immigrés, l'héritage maghrébin, va costar 50 milions de francs i va ser el resultat de 350 entrevistes realitzades amb immigrants en tota França. Després d'un període de preparació de dos anys i altres nou mesos d'edició, es va mostrar per primera vegada al maig de 1997 a Canal+. Va rebre crítiques positives i al mes següent es va presentar als cinemes.
El 2001, Benguigui va produir Inch'Allah dimanche,que analitza més de prop el paper que exerceix el gènere en l'espai d'una llar, específicament en el d'una dona jove, Zouina i la seva família. Les pel·lícules fetes per homes que tracten el tema del gènere representen a les dones algerianes com a personatges secundaris, i Benguigui va usar la seva pel·lícula com una plataforma on aquestes dones poden expressar-se com a multifacètiques i Zouina pot donar a conèixer la seva identitat fora de les estrictes regles establertes pel seu espòs.
A partir de febrer de 2008, Benguigui va treballar en una pel·lícula titulada Le paradis, c'est complet!, protagonitzada per Isabelle Adjani.
En les eleccions municipals franceses de març de 2008, Benguigui va ser triada per a representar al districte 20 de París al consell de la ciutat de París, on s'ocupava en particular de els drets humans i la lluita contra la discriminació Està associada amb el Partit Socialista.
El 16 de maig de 2012, el president de França, François Hollande, la va nomenar per al càrrec de ministra delegada per als ciutadans francesos a l'estranger i relacions amb La Francofonia (països francòfons de tot el món) en el Ministeri d'Afers exteriors.
El 21 de juny de 2012, Yamina Benguigui va ser confirmada com a Ministra de la Francofonia en el Govern francès. El 30 de juny de 2012, el president francès Francois Hollande li va demanar a Yamina Benguigui que succeís a l'ex primer ministre francès Jean Pierre Raffarin com el seu representant autoritzat davant la OIF.

## Eleccions municipals a París
Representant electa sortint del 20è districte de París, Yamina Benguigui s'uneix a la candidata del Partit Socialista Anne Hidalgo per les eleccions municipals de 2014 en aparèixer a la llista del 10è districte de París. El 30 de març de 2014 va ser escollida en segona volta.
L'endemà, Anne Hidalgo, guanyadora de les eleccions, va demanar a Yamina Benguigui que renunciés al seu càrrec de Consellera de París, donat que, segons informacions del diari Le Monde, que l'Alta Autoritat per a la Transparència de la Vida Pública havia assenyalat un seriós dubte sobre la integritat, exactitud i sinceritat de les declaracions que va presentar els anys 2012, 2013 i 2014 de la sevau declaració de béns, i anava a remetre el cas de la ministra al fiscal.
Yamina Benguigui, que refuta aquestes acusacions, es nega a dimitir, desitjant “continuar amb el seu compromís amb París”, quan només hi havia "dubtes".

## Afers judicials
De fet, segons la informació de les publicacions Marianne i Le Canard Enchainé que va revelar el cas a mitjans de març, Yamina Benguigui suposadament no va declarar que des del 2005 era copropietària d'una societat anònima sota la llei belga, G2, holding accionista del 99% de la seva productora Bandits Productions que finançava la major part de la seva producció cinematogràfica; a més, suposadament no va declarar haver venut les seves accions (20% del capital total) el gener de 2014 per 430.000 euros. Yamina Benguigui nega aquesta acusació. El 2 de març de 2014 el parquet de París decideix obrir una investigació preliminar sobre les seves declaracions de patrimoni, investigació confiada a l'Oficina Central de Lluita contra la Corrupció i Financera i Fisca  (OLCCIFF) (OCLCIFF).

El seu advocat Éric Dupond-Moretti indica: 
| « | Certament hi havia omissions en les declaracions de Mme Benguigui però cap voluntat d'ocultar, aquesta és la complexitat dels textos que ens van portar | » |

, destacant que l'exministra 
| « | ho va declarar tot a l'administració tributària | » |

El 8 de desembre de 2014 s'anuncia que serà jutjada en un tribunal penal. El 23 de setembre de 2015,va ser condemnada però exempta de pena: es declara culpable d'una declaració d'interessos incompleta, però els altres quatre càrrecs són desestimats, no es manté la qualificació de “falta de declaració de patrimoni”, i resta exempta de pena.
La fiscalia i l'advocat de Yamina Benguigui declaren cadascun la seva intenció de recórrer. El 27 de setembre de 2016 va ser condemnada en apel·lació a un any d'inhabilitació, dos mesos de presó i una multa de 5.000 euros.
Va mantenir el seu escó al Consell de París com a no inscrita, sent exclosa del grup PS d'aquesta assemblea. Arran dels casos judicials i de la condemna que la implica, Yamina Benguigui, com a càrrec electe, es troba al centre d’una polèmica a París i al 10è districte, moltes veus s'aixequen per retreure-li el seu absentisme i demanant-li la dimissió del seu mandat parisenc.
El 23 de juny de 2017, embargada per un QPC, el Consell Constitucional decideix que les paraules "ometre deliberadament declarar una part substancial del seu patrimoni o" que figuren a l'article 5-1 de La Llei núm. 88-227 d’11 de març de 1988 relativa a la transparència financera de la vida política, són coherents amb la Constitució.

## Filmografia
- 1994: Femmes d'Islam[9]
- 1997: Mémoires d'immigrés, l'héritage maghrébin - Directora[39]
- 2001: Pimprenelle, en Pas d'histoires! ( ¡No problemas! ) - Directora I guionista
- 2001: Inch'Allah dimanche - Directora i guionista
- 2003: Aïcha, Mohamed, Chaïb ... Engagés pour la France )[40]
- 2004: Le Plafond de verre – Directora I guionista[41]
- 2006: Les Défricheurs - Directora
- 2007: Changer de regard - Portrait n° 5 - Directora[42]

## Premis

#### Mémoires d'immigrés, l'héritage maghrébin
- Festival Internacional de Programes Audiovisuals, premi Michel Mitrani[5]
- Festival Internacional de Cinema de San Francisco, Premi Golden Gate[9]
- 7 d'Or, millor documental (1997)[43]

#### Inch'Allah Dimanche
- Festival Internacional de Cinema d'Amiens, Premio OCIC y Premio de la Ciudad de Amiens (2001)[43]
- Festival Internacional de Dones Cineastes de Bordus, Premi del Públic i Golden Wave (2001)
- Festival Internacional de Cinema del Caire, Golden Pyramid (2001)
- Festival Internacional de Cinema de Marràqueix, Golden Star (2001)
- Festival Internacional de Cinema de Toronto, Premi Internacional de la Crítica ( FIPRESCI ) (2001)

## Honors
- 2002: Oficial de l'Orde de les Arts i les Lletres[44]
- 2003: Cavaller de l'Orde nacional de la Legió d'Honor[45]
- 2003: Il Sigillo della Pace a Florència, per la seva trajectòria.[46]
- 2007: Oficial de l'Orde Nacional del Mèrit